# Dream Boy (film)
Dream Boy è film del 2008 diretto da James Bolton e tratto dall'omonimo romanzo di Jim Grimsley.

## Trama
Il quindicenne Nathan Davies si trasferisce con i suoi genitori in una piccola città del profondo Sud e ben presto stringe amicizia con Roy, il ragazzo della porta accanto, il quale è anche autista di autobus ed ha una relazione con Evelyn.
Nathan e Roy si aiutano a vicenda con i compiti di scuola a casa di Nathan. Un giorno, mentre Roy sta spiegando a Nathan  come risolvere un problema di algebra, Nathan gli tocca la mano. In un primo momento Roy tira via la mano, ma poi è lui a prendere quella di Nathan. Dopo aver terminato i compiti, i ragazzi vanno a fare una passeggiata nei boschi, dove trovano un vecchio cimitero, all'interno del quale si fermano e iniziano a baciarsi. I due si spogliano e restano in mutande e si abbracciano.
Una mattina Roy ferma l'autobus in mezzo al bosco e i due ragazzi iniziano a baciarsi e toccarsi, fino ad avere un rapporto sessuale. In quel giorno, Roy fa promettere a Nathan che i due siano esclusivi e che non ci siano altri ragazzi in mezzo. Tempo dopo Roy porta Nathan a nuotare insieme a Burke e Randy, ma Nathan resta sempre a riva perché non sa nuotare. Burke lo minaccia di buttarlo in acqua, ma è fermato da Roy. Quella sera, mentre stanno facendo ritorno a casa, Roy ferma l'auto lungo la strada ed inizia a baciarsi con Nathan. Quando Nathan si spoglia nudo e sta per avere un rapporto sessuale con Roy, Roy arrabbiato lo ferma dandogli un colpo, chiedendogli da chi avesse imparato a comportarsi così. Domanda alla quale Nathan risponde "nessuno".
Quando Nathan rientra a casa, il padre vuole sapere dove è stato per tutto il giorno. Dopo aver sistemato una trappola, Nathan si mette a dormire sul pavimento. Nel cuore della notte viene svegliato da un tonfo e scopre che suo padre è caduto nella trappola che aveva messo. Si scopre così che il padre di Nathan voleva abusare di lui come già aveva fatto in passato. Nathan fugge di casa e va a dormire nel bosco.
Roy lo trova e gli offre un posto per dormire nel fienile della sua famiglia. La mattina dopo, Nathan torna a casa per fare colazione ma, sorpreso dal padre, è costretto nuovamente a fuggire. Più tardi, Roy e Nathan partono per andare in campeggio con Burke e Randy. Quella notte, Roy racconta storie di fantasmi attorno al fuoco, e dopo nella loro tenda, Nathan fa una fellatio a Roy. Quando i ragazzi sono nuovamente abbracciati, Roy domanda a Nathan se gli dia fastidio il fatto che lui non ricambia certe attenzioni particolari nei suo confronti, ma Nathan nega.
Nel corso di un'escursione nel bosco, i ragazzi trovano una vecchia casa colonica. Entrati nella casa, Nathan sente una voce, simile a quella di suo padre, chiamare il suo nome. Poi i ragazzi trovano un panno sporco forse di sangue e sentono nell'aria odore di zolfo. Dopo aver visto un'ombra salire le scale Burke va a indagare con Randy.
Roy e Nathan entrano in una camera da letto per parlare e Nathan dice all'amico di sentirsi come se lui non avesse mai lasciato quella casa. Nathan sente di nuovo una voce chiamarlo e quando Roy esce dalla stanza, vede suo padre e chiude gli occhi. Roy ritorna a dice a Nathan di non guardare e dopo averlo baciato si mette in ginocchio per un rapporto orale. Durante il rapporto, Burke e Randy ritornano e li scoprono. Roy insegue gli amici fuori dalla stanza lasciando Nathan da solo, il quale sente nuovamente la voce e poi perde i sensi. Vediamo l'ombra di una persona che lo trasporta su per le scale.
In soffitta, Burke stupra Nathan e, dopo aver realizzato quello che ha fatto, colpisce Nathan alla testa con il bracciolo di una sedia a dondolo. Al mattino i ragazzi trovano il corpo senza vita di Nathan. Mentre la famiglia di Roy partecipa al funerale di Nathan, vediamo Nathan uscire dalla casa coloniale e si reca nel fienile dove trova Roy in lacrime. Roy alza lo sguardo, vede Nathan e lo abbraccia.
Tempo dopo, Roy sta guidando il bus e guardando dallo specchietto retrovisore vede un posto vuoto, ma quando guarda una seconda volta, vede Nathan che gli sorride. Se Nathan sia vivo o un fantasma è lasciato da stabilire all'interpretazione dello spettatore.

## Produzione
La sceneggiatura del film venne scritta tre anni prima dell'inizio della sua produzione.
La compagnia di produzione di Leonardo DiCaprio, l'Appian Way, espresse interesse ad investire i suoi soldi per la realizzazione del film.
Il regista James Bolton voleva girare il film a Portland, in Oregon, ma le limitazioni del budget lo costrinsero a scegliere St. Francisville e Baton Rouge, in Louisiana, come luogo delle riprese.

## Distribuzione
Dream Boy venne proiettato in anteprima al Festival internazionale del cinema di Berlino il 12 febbraio 2008. Negli Stati Uniti venne proiettato per la prima volta il 24 ottobre 2008 al Chicago International Film Festival. Il film è uscito in DVD nel Nord America il 24 agosto 2010, con un rating R per "contenuti sessuali e violenza tra cui uno stupro - che coinvolgono adolescenti".

## Accoglienza

### Botteghino
Girato con un budget stimato di 1.200.000 dollari, il film si rivelò un fallimento incassando negli Stati Uniti, alla data del 27 giugno 2010, solamente 6.319 dollari.

## Errori
- Il film è ambientato negli anni '70, ma la macchina mostrata nelle scene iniziali è una Buick Roadmaster station wagon, che venne prodotta dal 1991 al 1996. Inoltre, il frigorifero mostrato nel film è un modello moderno, non uno degli anni '70.[5]
- Quando Nathan incontra la madre di Roy, lei gli chiede se va alla chiesa battista e il ragazzo risponde di sì. Ma quando Nathan viene visto in chiesa con la sua famiglia, sul muro della chiesa è presente un crocifisso, così come un altro crocifisso è appeso alla parete nella camera da letto di Nathan. La dottrina battista denuncia l'uso dei crocifissi e nessun battista della Louisiana degli anni '70 ne avrebbe avuto uno in casa e tanto meno sarebbe stato presente in una chiesa o nella casa.[5]

## Riconoscimenti[6]
- 2008 - Iris Prize Festival
  - Iris Prize for Best Feature a James Bolton
- 2008 - L.A. Outfest
  - Grand Jury Award per la migliore sceneggiatura originale a James Bolton